# فهرست نوازندگان گیتار فلامنکو

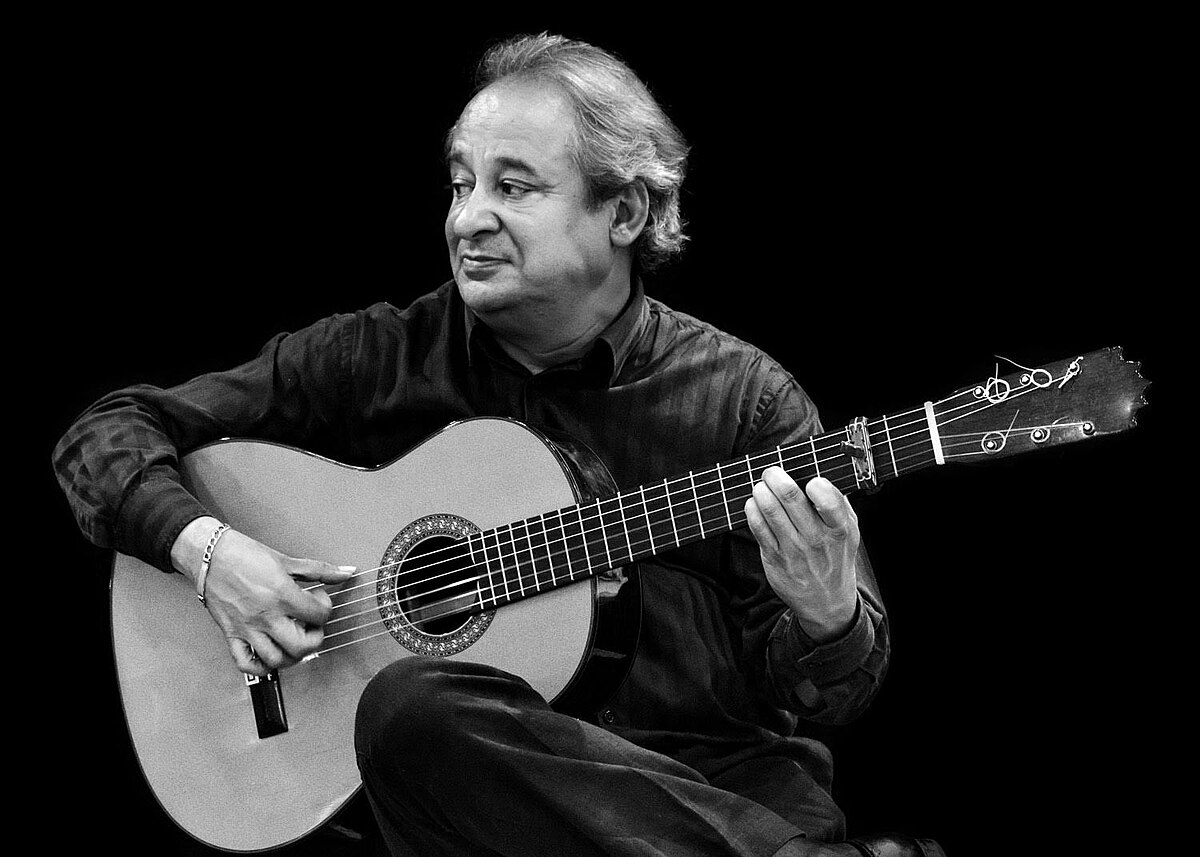
عکس گرفته‌شده در انجمن friends of flamenco el mami

- انتونیو ال س دو (تیتو)
- آنتونیو کاریون
- انریکو د ملچور
- پاکو پنیا
- پاکو خاویر خیمِنو
- پاکو کورتز
- چیکوئلو
- خاویر مولینا
- خراردو مایا
- خزوز د روزاریو
- خوان کارمونا
- خوآن مارتین
- خوزه مانوئل لیان
- رامون خمیرز رامیرز
- ریکاردو می‌نو
- فرونترا
- کانیزارس
- مانوئل سن لوکار
- نونو گارسیا
- نینو د پورآ
- خانواده هابیچواِلا
- پاکو د لوسیا